# Орехово (станция)
Оре́хово (фин. Raasuli) — железнодорожная станция Приозерского направления Октябрьской железной дороги. Расположена между платформами Лемболово и 67 км, возле большого садоводческого массива. В 1 км к западу от платформы проходит трасса А129 — Приозерское шоссе.
Станция имеет одну островную платформу, у северного конца платформы расположено кирпичное служебное помещение. Касса на станции отсутствует. Существует ответвление — одноколейная железнодорожная ветка Орехово — Стеклянный, обслуживающая потребности расположенной в посёлке Стеклянный нефтебазы ОАО «Лукойл».
После провозглашения суверенитета Финляндии, с 1918 по 1939 годы платформа была последней на советской части построенной до революции железной дороги Петроград — Кексгольм, дальше же, на перегоне до станции Нуйяла (фин. Nuijala, ныне — пл. 67 км), который менее чем в километре к северу от Орехово пересекала государственная граница с Финляндией, рельсы отсутствовали.

## Фотографии

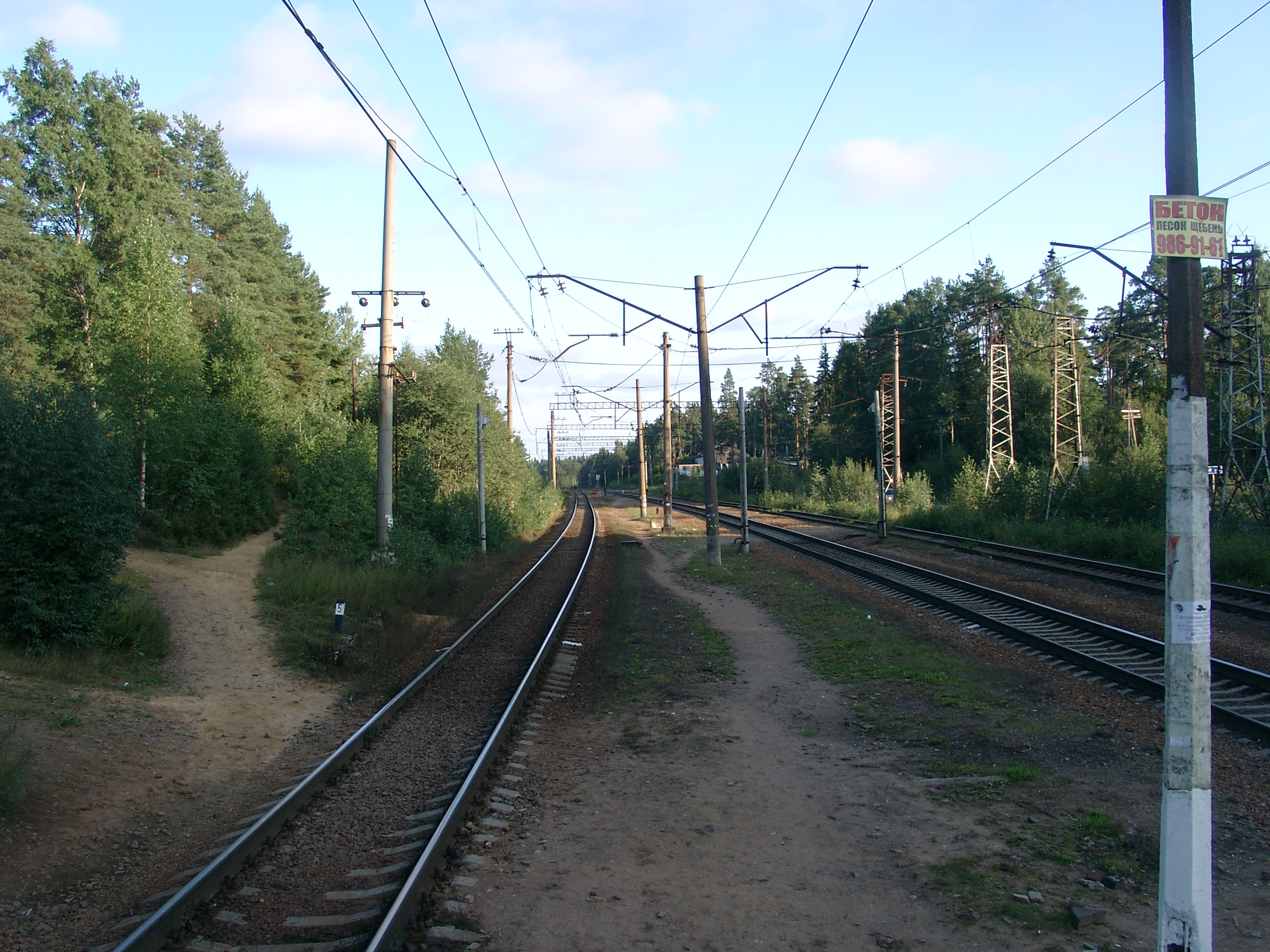
Вид в южном направлении, в сторону пл. Лемболово
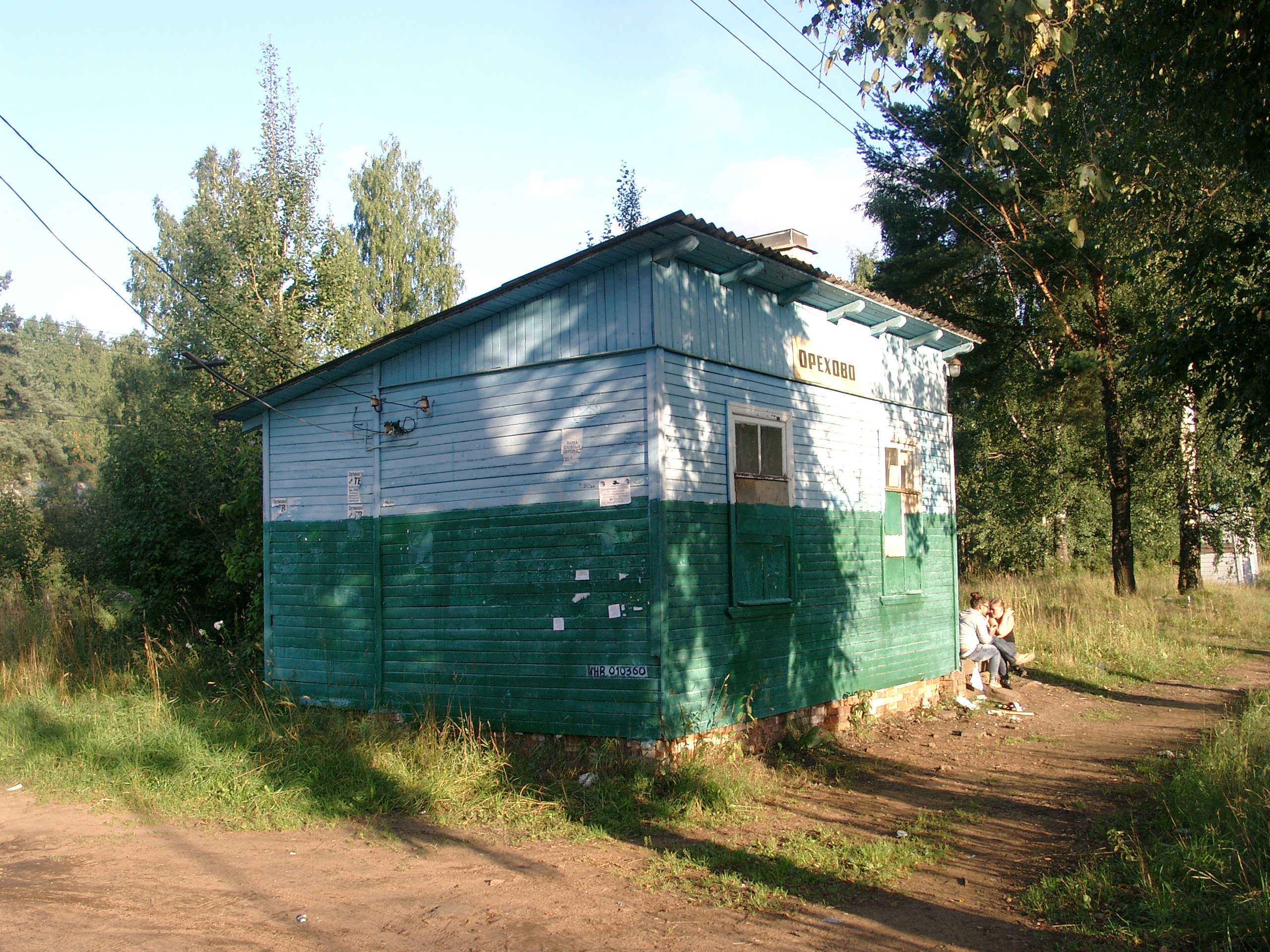
Помещение билетной кассы
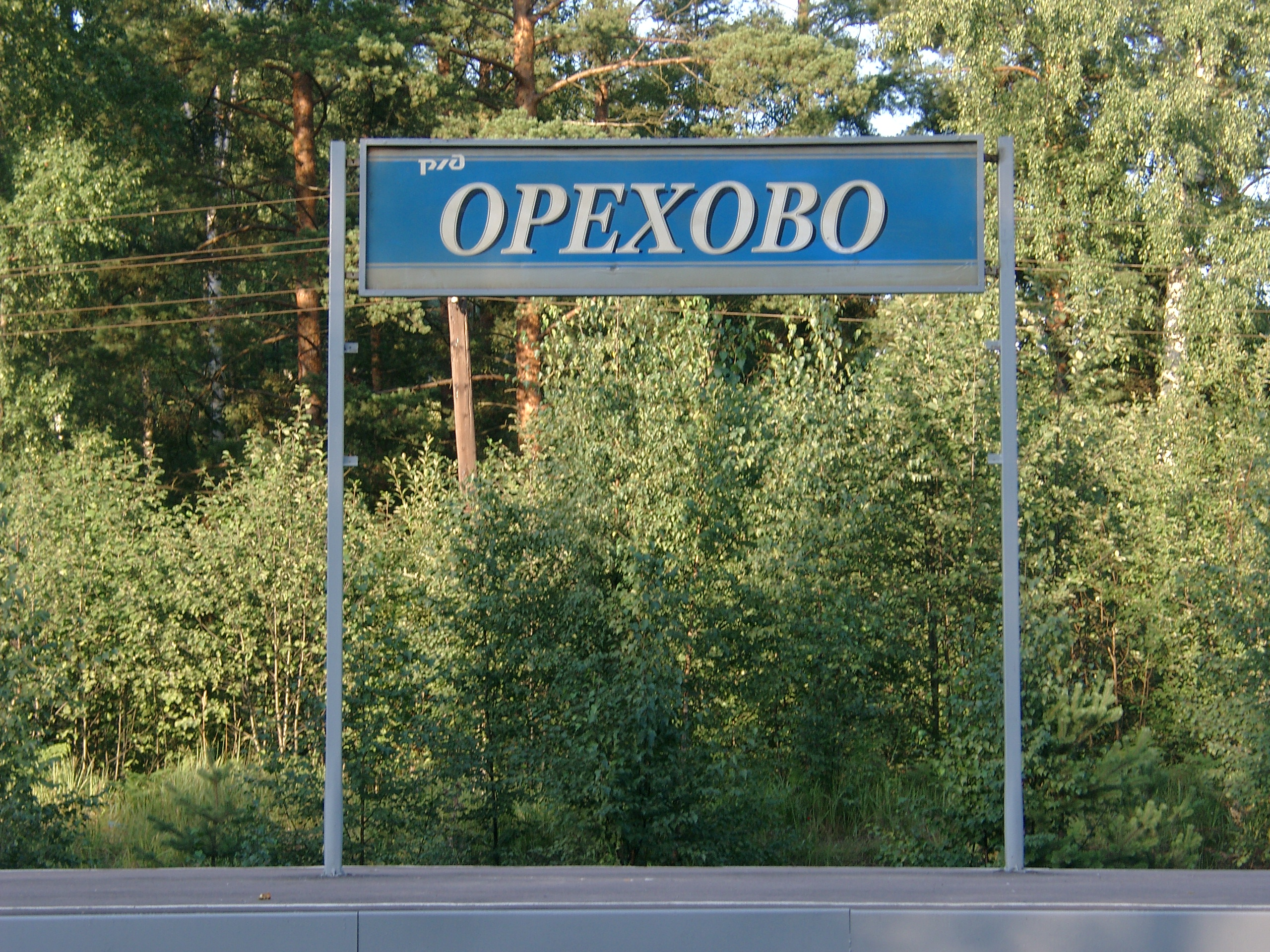
Указатель с названием станции
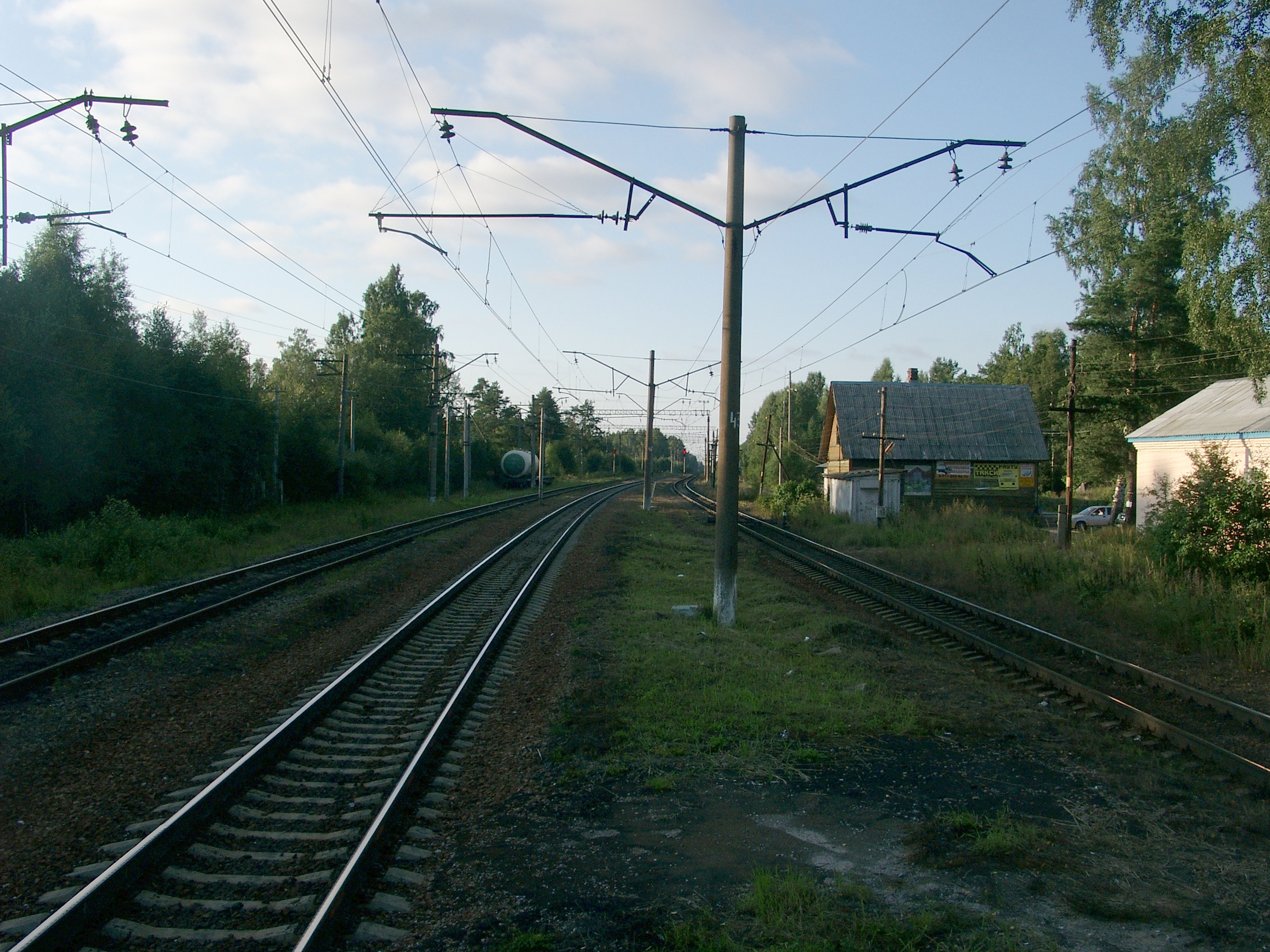
Вид в северном направлении, в сторону пл. 67 км